# Balanitis
La balanitis es la inflamación del glande del pene. Cuando además afecta al prepucio se denomina balanopostitis.

## Etimología
Proviene del griego βάλανος ('bellota', en relación con la forma del glande) e -itis (inflamación).

## Etiopatogenia

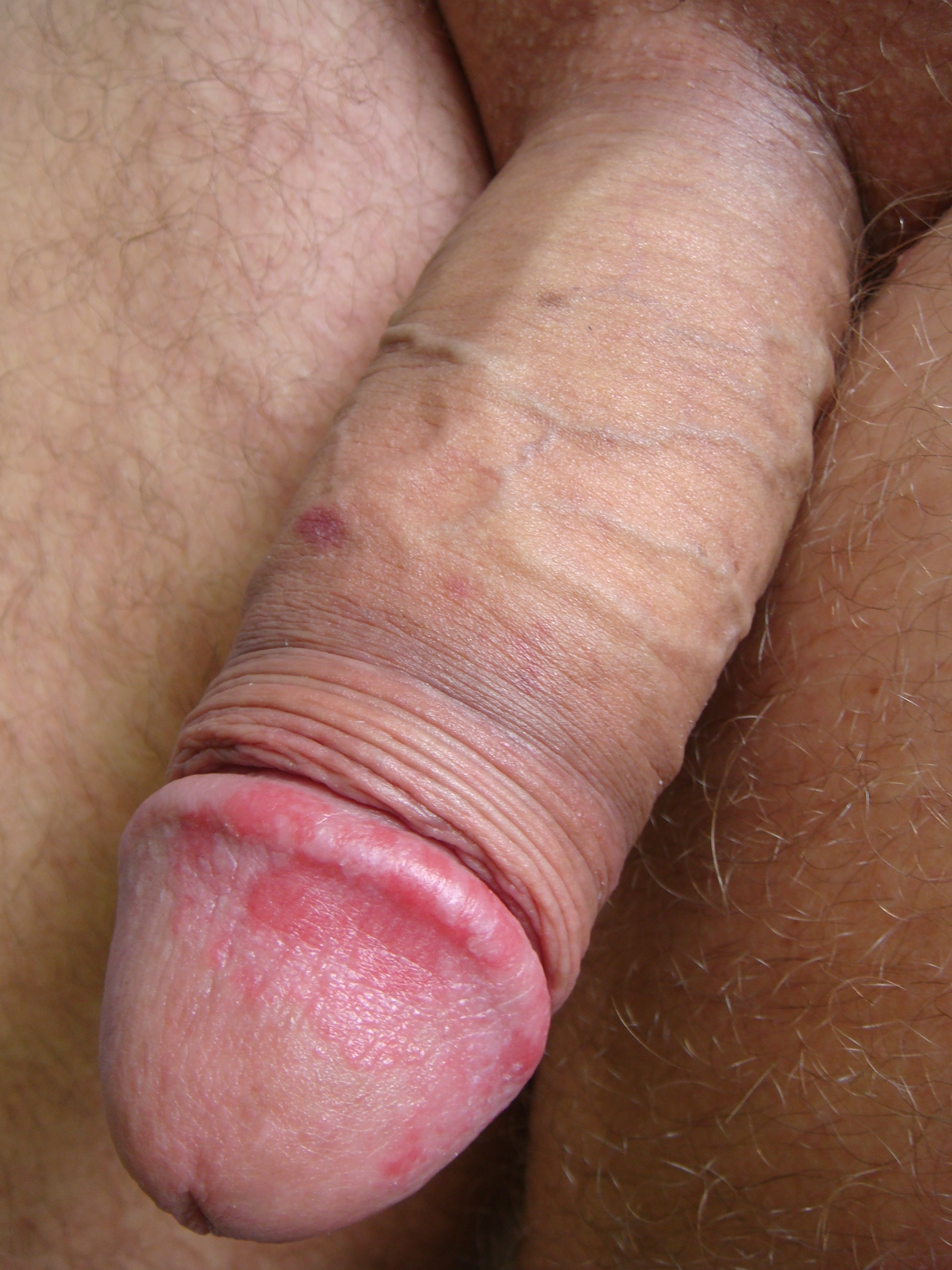
Los signos típicos de la balanitis.

La inflamación se puede deber a una infección (de tipo bacteriano, micótico o viral), pero también podría deberse al uso de jabones inadecuados (irritantes). Por otra parte, la balanitis puede ser un síntoma de otras enfermedades inflamatorias o dermatológicas, como la artritis reactiva y el liquen escleroatrófico. La falta de aireación e higiene pueden hacer que el esmegma produzca inflamación y edema. La multitud de causas hace que se requiera un tratamiento específico para cada una.

### Circuncisión
Algunos estudios indican que la balanitis es más frecuente en varones sin circuncidar. Sin embargo, Van Howe encontró casos de balanitis sólo en varones circuncidados. El estudio de Van Howe fue criticado por la poca cantidad de varones circuncidados incluidos en el mismo.

### Higiene genital
Muchos estudios sobre la balanitis no estudian la influencia de los hábitos higiénicos genitales del paciente. Sin embargo, O'Farrel describió que la falta de lavado completo del pene, incluyendo la retracción del prepucio en varones sin circuncidar es más común en pacientes con balanitis. No obstante, Birley encontró que el «excesivo» lavado genital con jabón podría ser un factor contribuyente de balanitis.

## Epidemiología
Escala y Rickwood examinaron cien casos de balanitis infantil en 1989, y concluyeron que el riesgo en sujetos sin circuncidar no excedía el 4%. Øster describió la ausencia de balanitis en la observación de 9545 varones daneses sin circuncidar. En niños que aún utilizan pañales, es necesario distinguir la posible balanitis del eritema normal causado por la dermatitis.
Mientras que cualquiera puede desarrollar balanitis, es más probable que ocurra en varones que tienen un prepucio más estrecho, en los que es difícil retraerlo y mantener una higiene correcta. La diabetes, especialmente si la glucemia está mal controlada, es un factor de riesgo de balanitis.

## Síntomas
La balanitis se manifiesta con enrojecimiento e irritación en el glande, a veces extendiéndose al prepucio. Es frecuente observar puntos rojos en el glande y puede haber hinchazón tan intensa que dificulta su retracción en algunos casos, provocando una fimosis temporal. En casos más graves, puede desarrollarse una fimosis definitiva, como ocurre en las balanitis xerótica obliterante causada por liquen. También puede haber secreción entre el glande y el prepucio, que varía desde una exudación leve hasta un líquido claramente purulento. El dolor asociado a la balanitis varía desde inexistente hasta intenso, con ardor en algunas ocasiones al mojarse durante la micción. La presencia de mal olor no es constante y depende del agente causante, pudiendo ser fétido, como en el caso de la Gardnerella.

## Diagnóstico
El diagnóstico incluye una buena anamnesis y una exploración cuidadosa, conociendo los hábitos higiénicos, sexuales y culturales del paciente. Una posibilidad más avanzada es la biopsia.

## Complicaciones
La balanitis puede causar edema, originando fimosis o imposibilidad para retraer el prepucio hacia atrás. La causa es la adherencia del prepucio al glande inflamado.

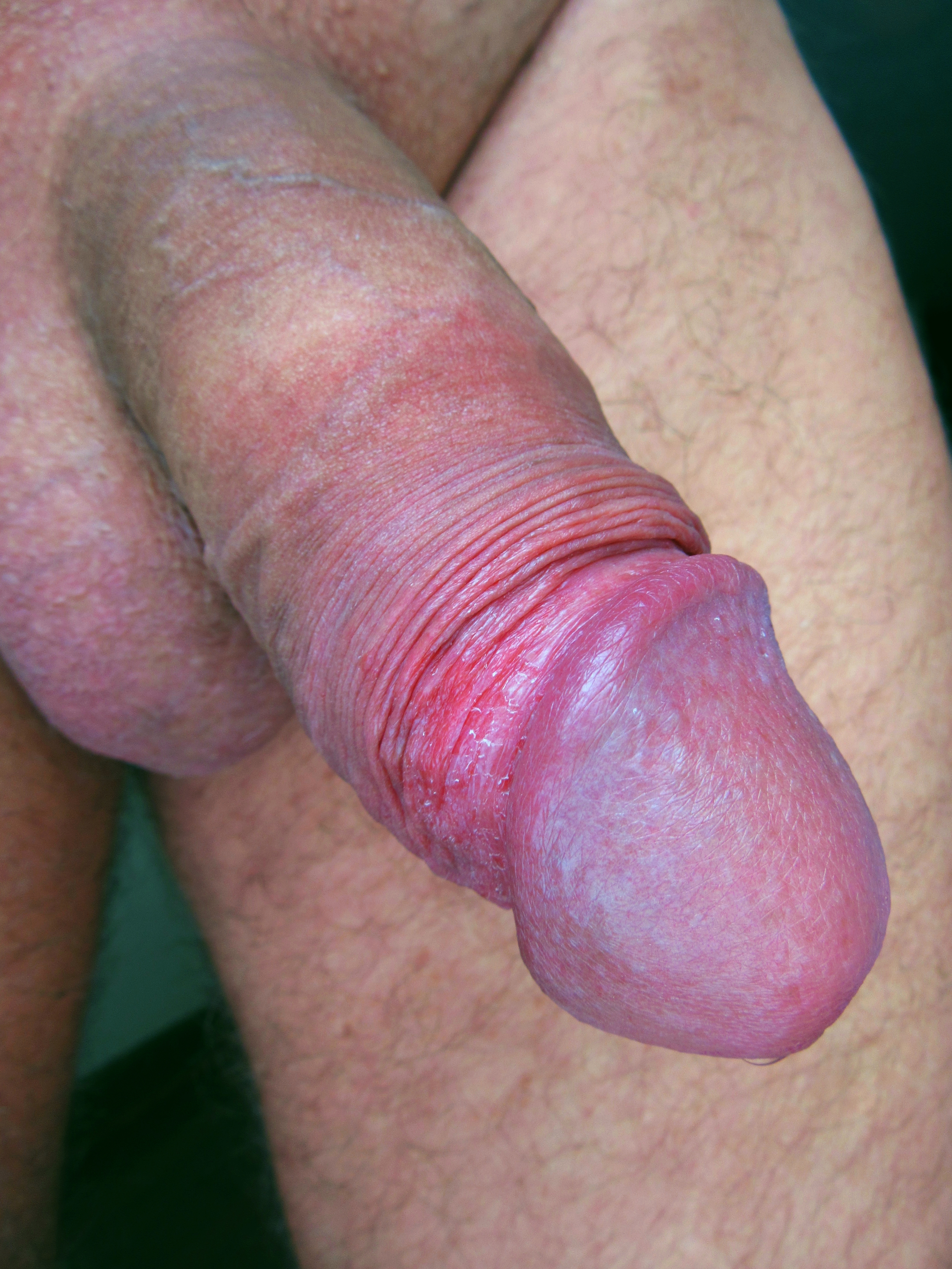
La balanopostitis.

## Balanitis especiales

### Balanitis plasmocítica
La balanitis plasmocítica, también llamada balanitis circumscripta plasmacellularis o balanitis de Zoon, es una infrecuente dermatosis benigna del pene, por dermatófitos. La circuncisión es el tratamiento de elección.
Este tipo de balanitis causa inflamación de la dermis del pene donde el plasma asciende a la superficie causando en los casos más agudos, el sangramiento indoloro por los poros de la dermis y picor. Es usualmente confundido con el síndrome de Keyrath asociado al arsenisismo.
También se han utilizado con eficacia tratamientos como el láser de dióxido de carbono, y más recientemente, el láser YAG con erbio se ha demostrado como una buena opción para evitar la ciruncisión. Otro estudio describió la recurrencia del 40% de los pacientes tratados con CO2.
El tratamiento ambulatorio con cremas dermatológicos a base de corticoides (acetato de dexametazona al 0.04%) y una buena higiene y la precaución de secar la zona de aplicación ha demostrado tener buenos resultados.

## Liquen escleroso o balanitis xerótica obliterans
El liquen escleroso, conocido también como balanitis xerótica obliterans, es una enfermedad cutánea de carácter inflamatorio crónico. No se conoce la causa.
Es similar a otras enfermedades dermatológicas como la psoriasis o la esclerodermia, que tienen patogénesis autoinmunitaria.
Durante muchos años se pensó que fuese la consecuencia de infecciones de transmisión  a sexual: el descubrimiento del liquen escleroso también en los niños excluye esta opción. 
La balanitis xerótica obliterans (BXO) puede afectar cualquier zona cutánea, pero sobre todo se concentra en la zona genital. Es más frecuente en las mujeres que en los hombres. El número de casos de esta enfermedad está creciendo en los últimos años.
Es poco conocida y poco tenida en cuenta porque los pacientes son visitados por diversos especialistas (dermatólogos, ginecólogos, urólogos, pediatras) y, en consecuencia, la terminología (leucoplachia, liquen, balanite xerotica obliterans, etcétera), los métodos de diagnóstico y las terapias pueden ser diferentes. Los dermatólogos no suelen hacer exploraciones precisas de los genitales, y los urólogos o ginecólogos no hacen exámenes cutáneos. Sobre todo en los varones, la patología no se trata adecuadamente, lo que puede tener consecuencias graves.
La enfermedad se caracteriza por un progresivo endurecimiento y cicatrización de los tejidos.
En casos más avanzados, se aconseja eliminar la piel atrófica y retraída mediante cirugía. Si existe fimosis, debe realizarse la circuncisión, y si se ha producido una estrechez del meato urinario, debe realizarse una meatotomía. Pero se puede curar sin cirugía, simplemente con un aparato de tracción que estimule la renovación celular.

### Balanitis circinada
La balantitis circinada o balanitis circinata es una dermatitis anular serpiginosa asociada con el artritis reactiva.